# St Mary's Isle

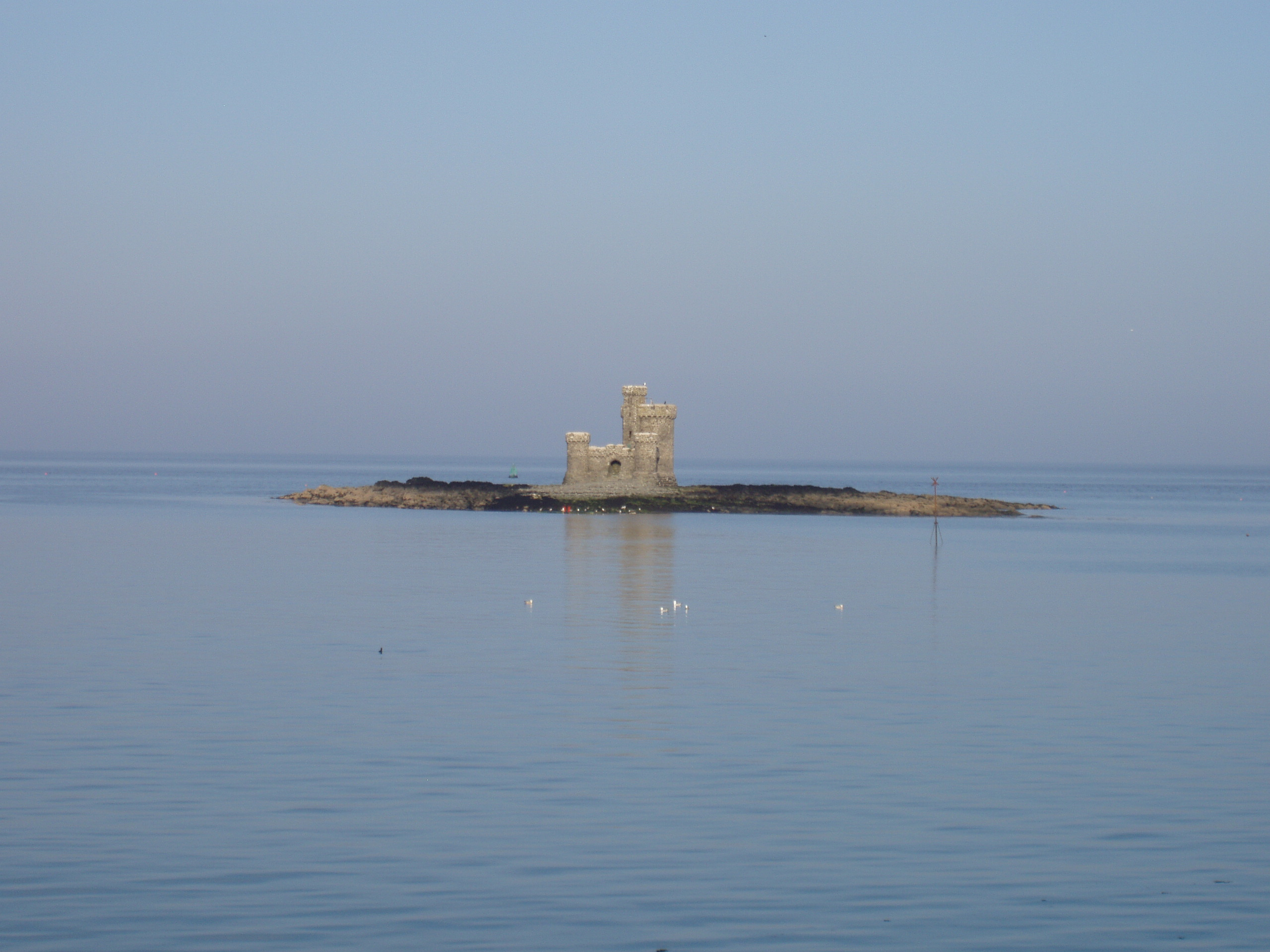

St Mary's Isle, även kallad Conister Rock eller Tower of Refuge, är en del av ett rev i Douglasbukten på ön Isle of Man. Conister Rock är en klippa på revet som man har möjlighet att besöka när det är ebb. När det är flod är Conister Rock nästan helt under vatten. Ordet Conister kommer av det Manxiska ordet "Kione y skeyr" som betyder vid revets slut.
Tower of Refuge är en borgliknande byggnad som byggdes av Sir William Hillary. Han hade sett flera skepp förlisa för att de inte kände till revets undervattensklippor, så för att hjälpa de nödställda, startade Sir William insamlingar för att kunna bygga Tower of Refuge. I byggnaden fanns en del proviant och i tornet fanns en klocka så att de nödställda kunde tillkalla hjälp.